# Félicien Marceau
Félicien Marceau (16. září 1913 Kortenberg – 7. března 2012 Paříž) byl francouzský prozaik, dramatik a esejista původem z Belgie. Jeho skutečné jméno bylo Louis Carette.
Marceau obdržel v roce 1955 Prix Interallié a v roce 1969 Goncourtovu cenu za svou knihu Creezy. Dne 27. listopadu 1975 byl zvolen do Francouzské akademie jako nástupce Marcela Acharda.

## Dílo
- 1948 Chasseneuil, novel (Gallimard)
- 1949 Casanova ou l’anti-Don Juan, essay (Gallimard)
- 1951 Capri petite île, novel (Gallimard)
- 1951 Chair et Cuir, novel (Gallimard )
- 1952 L’Homme du roi, novel (Gallimard)
- 1953 En de secrètes noces, stories (Calmann-Lévy)
- 1953 L’École des moroses, one-act play (Fayard)
- 1953 Bergère légère, novel (Gallimard)
- 1954 Caterina, three-act play (Théâtre I) (Gallimard)
- 1955 Balzac et son monde, essay (Gallimard)
- 1955 Les Élans du cœur, novel (Gallimard)
- 1957 Les Belles Natures, stories (Gallimard)
- 1957 L'Œuf, two part play (Théâtre II) (Gallimard)
- 1959 La Bonne Soupe, two-act play (Théâtre I) (Gallimard)
- 1960 La Mort de Néron, one-act play (Théâtre II)
- 1960 L’Étouffe-chrétien, two-act play (Théâtre II)
- 1962 Les Cailloux, two-act play (Gallimard)
- 1964 La Preuve par quatre, two-act play (Théâtre I)
- 1965 Madame Princesse, two-act play (Théâtre II)
- 1967 Diana et la Tuda, de Luigi Pirandello, play (Denoël)
- 1967 Un jour j’ai rencontré la vérité, two-act play
- 1968 Les Années courtes, mémoires (Gallimard )
- 1969 Le Babour, two-act play (Gallimard)
- 1969 Creezy, novel (Gallimard)
- 1971 Preface to Blazac's Le Père Goriot (Gallimard)
- 1972 L’Homme en question, two-act play (Gallimard )
- 1972 L’Ouvre-boîte, five-act play (Gallimard)
- 1975 Le Corps de mon ennemi, novel (Gallimard)
- 1975 Les Secrets de la Comédie humaine, two-act play (L’Avant-Scène)
- 1977 Le Roman en liberté, essay (Gallimard)
- 1977 Les Personnages de la Comédie humaine (Gallimard)
- 1978 La Trilogie de la villégiature, de Carlo Goldoni, play after the adaption of Giorgio Strehler (Éditions de la Comédie-Française)
- 1979 À nous de jouer, two-act play (Gallimard)
- 1983 Une insolente liberté. Les aventures de Casanova, essay (Gallimard)
- 1984 Appelez-moi Mademoiselle, novel (Gallimard )
- 1985 La Carriole du père Juniet (La Différence)
- 1987 Les Passions partagées, novel (Gallimard)
- 1989 Un Oiseau dans le ciel, novel (Gallimard )
- 1992 Les Ingénus, stories (Gallimard )
- 1993 La Terrasse de Lucrezia (Gallimard)
- 1994 Le Voyage de noces de Figaro (Les Belles-Lettres)
- 1997 La Grande Fille, novel (Gallimard)
- 1998 La Fille du pharaon, fables (Mercure de France)
- 1998 L’imagination est une science exacte, interviews with Charles Dantzig (Gallimard)
- 2000 L’Affiche, novel (Gallimard)
- 2002 L'homme en question (Gallimard)

## Filmografie
- Three Girls in Paris, režie Gabriel Axel (1963, podle povídky Trois de perdues)
- La Bonne Soupe, režie Robert Thomas (1964, podle hry La Bonne Soupe)
- L'Œuf, režie Jean Herman (1972, podle hry L'Œuf)
- Creezy, režie Pierre Granier-Deferre (1974, podle novely Creezy)
- Body of My Enemy, režie Henri Verneuil (1976, podle novely Le Corps de mon ennemi)

### Scénáře
- The Three Thieves, režie Lionello De Felice (1954)
- Love and the Frenchwoman, epizoda: "L'Enfance", režie Henri Decoin (1960)
- The Seven Deadly Sins, 2 epizody – "L'Orgueil" režie Roger Vadim a "L'Avarice", reže Claude Chabrol (1962)
- Une blonde comme ça, režie Jean Jabely (1962)